# Bulbophyllum inaequale
Bulbophyllum inaequale es una especie de orquídea epifita originaria de África.  

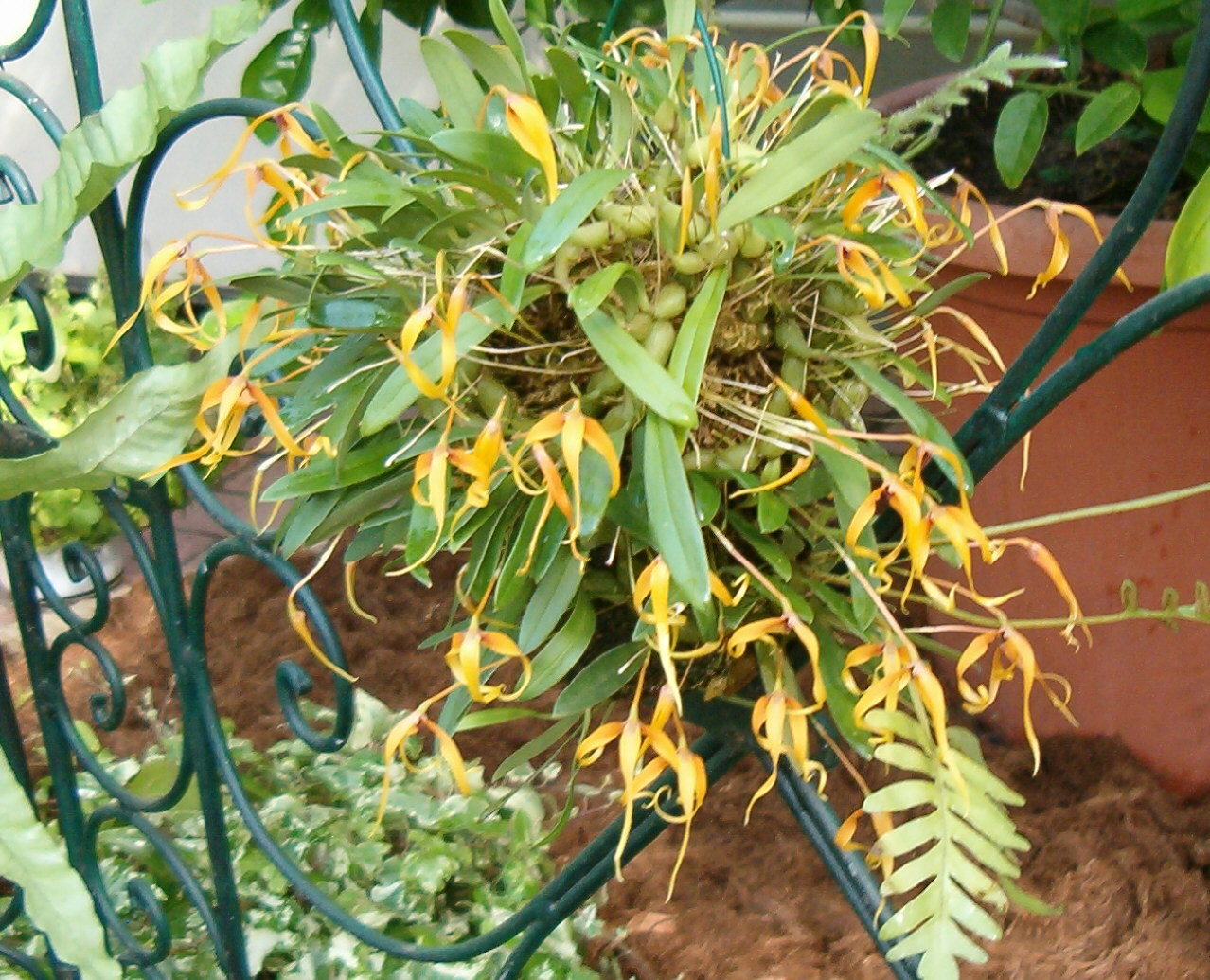
Vista de la planta

## Descripción
Es una  orquídea de pequeño tamaño, de crecimiento cálido con hábitos de epífita con 3 a 6 cm de distancia entre cada pseudobulbo elipsoide, ligeramente comprimido, con 2-4  ángulos que llevan una sola hoja, apical, erecta,  coriácea, lanceolada, estrechándose gradualmente abajo en  base cortamente peciolada. Florece en la primavera tardía y principios de verano en una inflorescencia de 15 a 50 cm  de largo, con muchas flores  de color verde amarillento manchado con el raquis de color púrpura y con las flores dispuestas de forma alterna en cada lado.

## Distribución y hábitat
Se encuentra en Ghana, Costa de Marfil, Nigeria, Sierra Leona, Camerún, República del Congo, Gabón, Zaire y Angola en los bosques de tierras bajas y submontanos en elevaciones de 100 a 1000 metros.   

## Taxonomía
Bulbophyllum imbricatum fue descrita por (Blume) Lindl.  y publicado en The Genera and Species of Orchidaceous Plants 49. 1830.
Etimología
Bulbophyllum: nombre genérico que se refiere a la forma de las hojas que es bulbosa.
inaequale: epíteto latino que significa "imbricado", se refiere a los imbricados o márgenes superpuestos de la inflorescencia.
Sinonimia
- Diphyes inaequalis Blume
- Phyllorchis inaequalis (Lindl.) Kuntze
- Phyllorkis inaequalis (Blume) Kuntze	[3][4]